# Leipäsaari (ö i Norra Karelen, Pielisen Karjala, lat 63,35, long 30,27)
Leipäsaari är en halvö i Finland. Den ligger i sjön Pankajärvi och i kommunen Lieksa i den ekonomiska regionen  Pielinen-Karelen  och landskapet Norra Karelen, i den östra delen av landet, 400 km nordost om huvudstaden Helsingfors.